# Tetrasporaceae
Famille
Les Tetrasporaceae sont une famille d’algues vertes de l’ordre des Chlamydomonadales ((classe des Chlorophyceae).

## Systématique
La famille des Tetrasporaceae est attribuée, en 1872, au botaniste suédois Veit Brecher Wittrock (d) (1839-1914).

## Étymologie
Le nom vient du genre type Tetraspora, composé du préfixe tetra, quatre, et du suffixe spora, « graine ; semence ».

## Liste des genres
Selon AlgaeBase (23 mars 2022) :
- Apiocystis Nägeli
- Askenasyella Schmidle
- Chaetochloris Pascher & Korshikov
- Chlorangiochaete Korshikov
- Chlorokremys Wujek & R.H.Thompson
- Fottiella Ettl
- Gemellicystis Teiling
- Octosporiella Kugrens
- Palmophylloites Straus
- Paulschulzia Skuja
- Phacomyxa Skuja
- Placosphaera P.A.Dangeard
- Polychaetochloris Pascher
- Porochloris Pascher
- Prasadiella Srivastava
- Schulziella Teiling
- Stapfia Chodat
- Tetraspora (en) Link ex Desvaux, 1918 - genre type